# Lucilina lamellosa
Lucilina lamellosa är en blötdjursart som först beskrevs av Qouy och Joseph Paul Gaimard 1835.  Lucilina lamellosa ingår i släktet Lucilina och familjen Chitonidae. Inga underarter finns listade i Catalogue of Life.